# Pensions-Sicherungs-Verein
Der Pensions-Sicherungs-Verein (PSVaG) ist ein deutscher Versicherungsverein auf Gegenseitigkeit, dessen Betriebszweck darin besteht, Mitarbeitern und Rentnern von Unternehmen, über deren Vermögen oder Nachlass das Insolvenzverfahren eröffnet worden ist, die gesetzlich unverfallbaren Anwartschaften und die laufenden Renten zu sichern.

## Allgemeines
Er wurde am 1. Januar 1975 vom Verband der Lebensversicherungsunternehmen (jetzt Gesamtverband der Deutschen Versicherungswirtschaft), der Bundesvereinigung der Deutschen Arbeitgeberverbände und dem Bundesverband der Deutschen Industrie (BDI) zum Zweck der Insolvenzsicherung nach dem Gesetz zur Verbesserung der betrieblichen Altersversorgung (BetrAVG) gegründet.
Nach § 14 BetrAVG ist er der Träger der gesetzlichen Insolvenzsicherung im Bereich der betrieblichen Altersversorgung für Deutschland und das Großherzogtum Luxemburg. Er gewährleistet bei bestimmten Arten von Betriebsrentensystemen die betriebliche Altersversorgung, wenn der Arbeitgeber insolvent ist. Er unterliegt der Versicherungsaufsicht der BaFin.

## Gesicherte Ansprüche
In die Zwangsversicherung sind diejenigen Durchführungswege einbezogen, bei denen die Erfüllung der erworbenen, betrieblichen Versorgungsansprüche durch die Insolvenz des Arbeitgebers in Frage gestellt ist. Dies sind unmittelbare Versorgungszusagen (Direktzusagen, Ruhegeldzusagen), mittelbare Versorgungszusagen über Direktversicherungen (nur bei widerruflichem Bezugsrecht oder bei unwiderruflichem Bezugsrecht, sofern sie abgetreten, beliehen oder verpfändet sind) sowie Unterstützungskassen-, Pensionsfonds- und Pensionskassenzusagen (§ 7 BetrAVG).
2020 hat der Gesetzgeber die Insolvenzsicherung betrieblicher Versorgungsansprüche, die über Pensionskassen durchgeführt werden, ins BetrAVG aufgenommen. Ausgenommen sind Zusagen über Pensionskassen, die über ein anderes Sicherungssystem verfügen, also Mitglied bei Protektor sind. Ferner sind Zusagen über Pensionskassen ausgenommen, die als gemeinsame Einrichtung der Tarifvertragsparteien organisiert oder Zusatzversorgungseinrichtungen des öffentlichen Dienstes sind.
Für Sicherungsfälle, die beim Arbeitgeber ab dem Jahr 2022 eintreten, übernimmt der PSVaG im Rahmen des BetrAVG die Insolvenzsicherung in Höhe der arbeitsrechtlichen Zusage des Arbeitgebers. Beiträge zur Insolvenzsicherung werden von den Arbeitgebern ab 2021 gezahlt.
Der PSVaG wickelt auch die Fälle ab, in denen der Sicherungsfall beim Arbeitgeber mit Pensionskassenzusagen vor dem Jahr 2022 eingetreten ist. Eine Eintrittspflicht des PSVaG besteht dann, wenn eine Pensionskasse die Leistungen an die Versorgungsberechtigten um mehr als die Hälfte kürzt oder gekürzt hat oder wenn das Einkommen des ehemaligen Arbeitnehmers wegen einer solchen Kürzung unter die von Eurostat für Deutschland ermittelte Armutsgefährdungsschwelle fällt oder gefallen ist. Mit dieser Regelung hat der Gesetzgeber das vom Europäischen Gerichtshof geforderte Mindestschutzniveau bei Insolvenz des Arbeitgebers mit Zusagen über Pensionskassen im BetrAVG umgesetzt.

## Finanzierung
Um die Insolvenzsicherung zu finanzieren, besteht für Arbeitgeber, die die o. a. Formen betrieblicher Altersversorgung durchführen, eine öffentlich-rechtliche Beitragspflicht. Die Beitragshöhe wird jährlich neu festgelegt und deckt das im selben Jahr entstandene Schadenvolumen.
Nach einem niedrigen Beitragssatz für 2008 von 1,8 Promille betrug der Beitragssatz für das Jahr 2009 infolge einer Vielzahl von Insolvenzen im Jahr der Wirtschafts- und Finanzkrise 14,2 Promille, von denen 8,2 Promille im Jahr 2009 und die übrigen 6,0 Promille in vier Raten zu je 1,5 Promille in den Jahren 2010 bis 2013 fällig wurden. Ab 2010 besserte sich die Lage wieder. 
Im Jahr 2020 stieg die Zahl der Insolvenzen unter den Mitgliedern des PSVaG und damit auch das Schadenvolumen aufgrund der Corona-Pandemie stark an. Für 2020 wurde ein Beitragssatz von 4,2 Promille festgesetzt. Insgesamt mussten die Mitglieder des PSVaG rund 1,5 Mrd. Euro für die Insolvenzsicherung der betrieblichen Altersversorgungen aufbringen.
Der langjährige Durchschnitt über alle bisherigen Geschäftsjahre des PSVaG beträgt 2,8 Promille.
| Jahr | Beitragssatz                                                     |
| ---- | ---------------------------------------------------------------- |
| 2008 | 1,8 ‰                                                            |
| 2009 | 14,2 ‰ (aufgeteilt 2009: 8,2 ‰, 2010 bis 2013: zusätzlich 1,5 ‰) |
| 2010 | 1,9 ‰                                                            |
| 2011 | 1,9 ‰                                                            |
| 2012 | 3,0 ‰                                                            |
| 2013 | 1,7 ‰                                                            |
| 2014 | 1,3 ‰                                                            |
| 2015 | 2,4 ‰                                                            |
| 2016 | 0,0 ‰                                                            |
| 2017 | 2,0 ‰                                                            |
| 2018 | 2,1 ‰                                                            |
| 2019 | 3,1 ‰                                                            |
| 2020 | 4,2 ‰                                                            |
| 2021 | 0,6 ‰                                                            |
| 2022 | 1,8 ‰                                                            |
| 2023 | 1,9 ‰                                                            |
| 2024 | 0,4 ‰                                                            |

## Abwicklung der Leistungen
Nachdem der Pensions-Sicherungs-Verein im Falle der Insolvenz eines Arbeitgebers festgestellt hat, ob die gesetzliche Eintrittspflicht gegeben ist, wird die Höhe der Leistungspflicht ermittelt. Hierzu greift er auf seitens des Insolvenzverwalters, der Versorgungseinrichtungen und der Rentner bzw. Anwärter bereitgestellter Informationen zurück, für diesen Zweck wurden auf der Homepage Merkblätter mit der Detaillierung der jeweils relevanten Informationen veröffentlicht.
Die auszuzahlenden Rentenleistungen werden vom Pensions-Sicherungs-Verein durch Rentenversicherungen bei einem Konsortium abgesichert, dem etliche der deutschen Lebensversicherungsunternehmen angehören und das seit Initiieren der Lösung 1975 durch die Allianz Lebensversicherung geleitet wird. Aktuell gehören diesem Konsortium 47 Unternehmen an. Parallel zum Versand der Leistungsbescheide an die Versorgungsempfänger stellt der PSVaG der Allianz die entsprechenden Daten zur Verfügung, damit entsprechende Rentenversicherungen gegen einen Einmalbeitrag abgeschlossen werden. Die Versorgungsempfänger erhalten in der Folge ihre Leistungen direkt von der Allianz, die federführend für die anderen im Konsortium beteiligten Unternehmen agiert und diesen jährlich Abrechnungen für die jeweiligen Anteile gemäß des zugrundeliegenden Konsortialvertrags zukommen lässt, so dass der PSVaG in die eigentliche Abwicklung der Leistungen nicht mehr eingebunden ist. Eventuell fällige Kapital- und Abfindungszahlungen werden durch den PSVaG selbst getragen, Rückstellungen für Anwartschaften werden nicht gebildet.
Durch die externe Absicherung über das Konsortium, bei dem jedes – den aufsichtsrechtlichen Anforderungen von Solvency II unterliegende – eingebundene Lebensversicherungsunternehmen nur quotal beteiligt ist, wird das Ausfallrisiko nochmals verringert.